# 英格蘭教會最高領袖
英格蘭教會最高領袖（英語：Supreme Governor of the Church of England）是英國君主的頭銜之一，代表英國君主對英格蘭聖公會的象徵性領導權。雖然今日君主對於教會的事務大多只是儀式性的管理權，但是此頭銜所代表的與教會的關係以及在大多數的場合中都擁有極大的符號意義。最高領袖可以用簽署英國首相轉達教會議會所提出的人選的方式任命教會的主教與大主教。 

## 歷史
1534年，英王亨利八世與國會通過了《至尊法案》，其中宣布英國君主為英格蘭教會的最高元首（Supreme Head），並使英格蘭教會與聖座脫離關係。在此之後聖公會逐漸成形，而英格蘭教會的最高領袖一頭銜也被加給了英國君主。但在瑪麗一世登上王位後，一度試圖恢復天主教在英國的影響力，並於1555年廢除了《至尊法案》。此一舉措很快的被她的同父異母妹妹以及繼位者伊莉莎白一世於1558年推翻，並在1559年由國會再度發佈重編的《至尊法案》。不過為了安撫一些批評，伊莉莎白選擇了最高領袖（Supreme Governor）這個詞取代了原先其父王所通過的「最高元首一詞，如此才不會逾越了聖經中對耶穌基督所作的「教會的頭」稱呼。此頭銜便一直沿用至今。

### 三十九條信綱
在1571年頒布的《三十九條信綱》為了聖公會的一些神學觀點作出了定義，其中37條對於英國君主在教會的權益作出了定義，該條說明英國君主在其管轄國家內擁有的權威擴及教會，但是君王並不擁有執行教會儀式的神職人員身分，此外也重申了聖座對於英格蘭教會無權威。 
雖然這些聲明在現今只限於英格蘭聖公會與英國君王的關聯，也不禁止天主教在英國的活動，不過大致底定了英國君王與英格蘭聖公會之間的關係所在。